# Scaphoideus inundatus
Scaphoideus inundatus är en insektsart som beskrevs av Ball 1932. Scaphoideus inundatus ingår i släktet Scaphoideus och familjen dvärgstritar. Inga underarter finns listade i Catalogue of Life.